# عباس معروفي
عباس معروفي (بالفارسية: عباس معروفی) (17 مايو 1957 في طهران) روائي وصحفي إيراني. أشهر رواياته هي سيمفونية الموتى.

## السيرة
نشأ وتعلم في طهران ثم درس الفنون الدرامية في جامعة طهران. شغل منصب رئيس تحرير مجلة جاردن الأدبية من 1990 إلى 1995. كان عمله الأول المنشور عبارة عن مجموعة من القصص القصيرة بعنوان نحو الشمس. كما كتب بعض المسرحيات التي تم تنفيذها على المسرح. في كتابه المغامر الأخير، تطرق إلى الموضوعات الاجتماعية. تم نشر مجموعته الأخيرة من القصص القصيرة رائحة الياسمين في الولايات المتحدة.

### النشاط الأدبي
برز معروفي بعد نشر سيمفونية الموتى (1989) التي كانت صياغتها مشابعة لشكل السيمفونية الموسيقية. في هذه الرواية يستخدم معروفي تيار تقنية الوعي بشكل فعال للغاية لتتميز عن بقية أعماله مثل عام الاضطراب وجسد فرهاد.
تمت ترجمة بعض أعماله إلى الألمانية. وتشمل روايات عباس معروفي الأخرى: «فريدون لديه ثلاثة أبناء»، «خاص تمامًا»، «ذائب». يظهر تأثير الكاتب الإيراني الحديث هوشانغ جولشيرعلى أسلوب معروفي بشكل كبير حيث كانه معلمه الأول، يقيم معروفي حاليًا في ألمانيا حيث فتح متجرًا لبيع الكتب، كما أنه يحضر دروسًا في الكتابة ويعلم الطلاب الذين يبديون اهتمامًا بالكتابة ورواية القصص.